# Dageraad (album)
Dageraad is een album van Rowwen Hèze. Het werd op cd uitgebracht door V2 Records op 7 april 2003 en kwam op 12 april van dat jaar binnen in de Album Top 100. Daarin bleef het album 19 weken genoteerd, met als hoogste plaats de 4de positie.
Terwijl op het vorige album Vandaag de meeste teksten nog bol stonden van geluk en levensgenot, zijn de teksten en nummers op Dageraad een stuk ingetogener. Alles staat in het teken van "vroeger geluk" en een stuk gegane relatie. Toch gaat het leven gewoon door. Kenmerkend is en blijft de aandacht voor kleine, alledaagse zaken. Het album werd in twee sessies van elk ruim een week opgenomen in Studio Zeezicht te Spaarnwoude.
Bijzonder is het nummer Vlinder, dat werd geschreven ter nagedachtenis aan de op elfjarige leeftijd overleden Nicky Verstappen. In het nummer zingt Jack Poels over Nicky en over het dorp Heibloem, "een dorp dat een geheim bewaart". Hiermee wordt geïmpliceerd dat men in dat dorp meer weet over Nicky's dood, maar er simpelweg niet over wil praten.
De titel van het album verwijst naar een nieuwe dag en een nieuw begin, maar is daarnaast ook gekozen als laatste eerbetoon aan Gé van den Donk. Deze vriend van de band overleed kort voor de release van het album. Hij had een geluidsbedrijf genaamd Dageraad en was de geluidsman van onder andere Doe Maar en Ilse DeLange.

## Singles
Van het album Dageraad werden drie nummers op cd-single uitgebracht. Op 20 januari 2003 verscheen Vur de kerk op 't plein, op 24 maart kwam Dichtbeej en op 16 oktober verscheen Eiland in de reagen.

## Nummers
| Nr. | Titel                                  | Schrijver(s)                             | Duur |
| --- | -------------------------------------- | ---------------------------------------- | ---- |
| 1.  | Geluksknikker                          | Jack Poels                               | 2:26 |
| 2.  | Gespeegeld in de raam                  | Jack Poels                               | 3:04 |
| 3.  | Eiland in de reagen                    | Henny Vrienten, Jack Poels               | 3:50 |
| 4.  | Vur de kerk op 't plein                | Jack Poels                               | 3:53 |
| 5.  | Dichtbeej                              | Tren van Enckevort, Jack Poels           | 3:51 |
| 6.  | Soep van gister                        | Jack Poels                               | 4:11 |
| 7.  | D.A.D.P.G.S.                           | Tren van Enckevort, Jack Poels           | 2:32 |
| 8.  | Vlinder (Lydia)                        | Karen Poston, Jack Poels                 | 3:50 |
| 9.  | Stewardess                             | Jack Poels                               | 3:00 |
| 10. | Hond                                   | Jack Poels                               | 3:38 |
| 11. | Hoe kan dat da                         | Jack Poels                               | 2:33 |
| 12. | Proat met meej                         | Jack Poels                               | 3:30 |
| 13. | Licht op de lakes (Morning has broken) | Eleanor Farjeon, Cat Stevens, Jack Poels | 3:19 |